# Grothusenkoog
Grothusenkoog (dänisch Grothusen Kog, niederdeutsch: Groothusenkoog) ist eine Gemeinde im Kreis Nordfriesland in Schleswig-Holstein.

## Geografie

### Geografische Lage
Das Gemeindegebiet von Grothusenkoog erstreckt sich im Südwesten der Halbinsel Eiderstedt im Naturraum Eiderstedter Marsch.

### Gemeindegliederung
Neben der Streusiedlung gleichen Namens befinden sich auch die Wohnplätze Eckhof, Marienhof, Steinberghof und Westhof, allesamt Höfesiedlungen, im Gemeindegebiet.

### Nachbargemeinden
Direkt angrenzende Gemeindegebiete von Grothusenkoog sind:
|        | Kirchspiel Garding                          |                  |
| Tating | Kompassrose, die auf Nachbargemeinden zeigt | Welt, Vollerwiek |
|        |                                             |                  |

## Geschichte
Im Januar 1693 wurde Land an der Eider an den Generalleutnant Otto Johann Freiherr von Grothusen für treue Dienste von Herzog Christian Albrecht von Schleswig-Holstein-Gottorf übereignet.
Um dieses Land eindeichen zu können, suchte sich Grothusen mehrere finanzkräftige Partner, unter anderem den Deichgrafen und Staller Ove Lorenz aus Welt, der 1697 den nach Grothusen benannten Koog erbte.

## Religion
Die Einwohner evangelisch-lutherischen Glaubens sind Angehörige der Kirchengemeinde Welt-Vollerwiek.

## Politik

### Gemeindeversammlung
Mit weniger als 70 Einwohnern hat die Gemeinde aufgrund § 54 der schleswig-holsteinischen Gemeindeordnung keine Gemeindevertretung, sondern eine Gemeindeversammlung, an der alle wahlberechtigten Einwohner teilnehmen können.

### Bürgermeister
Für die Wahlperiode 2018–2023 wurde Peter Nagel zum Bürgermeister gewählt.

## Wirtschaft und Infrastruktur

### Wirtschaftsstruktur
Die Wirtschaft der Gemeinde ist größtenteils von der landwirtschaftlichen Urproduktion sowie zum Teil auch durch die Funktion als Siedlungsraum älterer Bevölkerung geprägt.

### Verkehr
Grothusenkoog ist im motorisierten Individualverkehr über die auf der nördlichen Deichlinie verlaufende Trasse der schleswig-holsteinischen Landesstraße 305 an das deutsche Straßenverkehrsnetz angebunden. An der Nordostecke des Koogs zweigt die in den Koog führende sogenannte Koogchaussee zu den Einzelsiedlungen im Koog vom Westerdeich des benachbarten Alten Westerkoogs ab und führt als Sackgasse zur gegenüberliegenden westlichen Deichlinie. Die Landesstraße ist bekannt als Hauptverkehrsroute von Dithmarschen über das nahe gelegene Eidersperrwerk ins benachbarte Sankt Peter-Ording.
Weiter nördlich verlaufen die Bundesstraße 202 und die Bahnstrecke Husum–Bad St. Peter-Ording durch die Gemeindegebiete von Garding (Stadt und Kirchspiel) und Tating.
Die Anbindung im Öffentlichen Personennahverkehr erfolgt über einen Rufbus im zugehörigen Rufbusgebiet Eiderstedt.
Touristisch bedeutsam ist daneben die Nordseeküsten-Route (EV12), der sogenannte Nordseeküsten-Radweg, die entlang der Außendeichlinie im Süden durch das Gemeindegebiet führt.